# Campionati del Commonwealth di lotta
I Campionati del Commonwealth di lotta (in inglese Commonwealth Wrestling Championship) sono una competizione sportiva organizzata dal Commonwealth Wrestling Association (CWA), sotto l'egida della Federazione internazionale delle lotte associate (FILA). Le edizioni prevedono lo svolgimento delle specialità della lotta greco-romana maschile e della lotta libera maschile e femminile.

## Storia
I membri fondatori sono Inghilterra, Australia, Cipro, India, Irlanda del Nord, Canada, Malta, Nigeria, Nuova Zelanda e Scozia. Il primo torneo si è svolto nel 1985 a Glasgow. Per i primi anni sono disputati solo i tornei di lotta libera maschile. Le competizioni di lotta libera femminile sono state aggiunte al programma a partire dal 1993. Dal 2005 il programma ricomprende anche i tornei di lotta greco-romana maschile.
Prima dell'ottobre 2010, la federazione organizzatrice si chiamava Commonwealth Amateur Wrestling Association (CAWA).

## Edizioni
| Edizione | Anno | Città        | LL | LF | GR |
| -------- | ---- | ------------ | -- | -- | -- |
| I        | 1985 | Glasgow      | ·  |    |    |
| II       | 1987 | Nicosia      | ·  |    |    |
| III      | 1989 | Paola        | ·  |    |    |
| IV       | 1991 | Dunedin      | ·  |    |    |
| V        | 1993 | Victoria     | ·  | ·  |    |
| VI       | 1995 | Melbourne    | ·  | ·  |    |
| VII      | 1997 | Pune         | ·  | ·  |    |
| VIII     | 2003 | London       | ·  | ·  |    |
| IX       | 2005 | Stellenbosch | ·  | ·  | ·  |
| X        | 2007 | London       | ·  | ·  | ·  |
| XI       | 2009 | Jalandhar    | ·  | ·  | ·  |
| XII      | 2011 | Melbourne    | ·  | ·  | ·  |
| XIII     | 2013 | Johannesburg | ·  | ·  | ·  |
| XIV      | 2016 | Singapore    | ·  | ·  | ·  |

## Medagliere
| Pos.   | Paese         | Oro | Argento | Bronzo | Totale |
| ------ | ------------- | --- | ------- | ------ | ------ |
| 1      | India         | 155 | 127     | 62     | 344    |
| 2      | Canada        | 49  | 24      | 53     | 126    |
| 3      | Australia     | 11  | 12      | 31     | 54     |
| 4      | Nigeria       | 10  | 14      | 8      | 32     |
| 5      | Inghilterra   | 5   | 8       | 10     | 23     |
| 6      | Scozia        | 3   | 4       | 16     | 23     |
| 7      | Camerun       | 3   | 0       | 1      | 4      |
| 8      | Sudafrica     | 2   | 20      | 34     | 56     |
| 9      | Cipro         | 1   | 2       | 4      | 7      |
| 10     | Nuova Zelanda | 0   | 14      | 13     | 27     |
| 11     | Pakistan      | 0   | 7       | 35     | 42     |
| 12     | Samoa         | 0   | 1       | 1      | 2      |
|        | Namibia       | 0   | 1       | 1      | 2      |
|        | Malta         | 0   | 1       | 1      | 2      |
| 15     | Nepal         | 0   | 1       | 0      | 1      |
| 16     | Namibia       | 0   | 0       | 3      | 3      |
| 17     | Singapore     | 0   | 0       | 2      | 2      |
| 18     | Mauritius     | 0   | 0       | 1      | 1      |
|        | Gran Bretagna | 0   | 0       | 1      | 1      |
| Totale | Totale        | 239 | 236     | 277    | 752    |